# Кардиналы-выборщики на Конклаве 1922 года
| Страна                                                                             | Количество выборщиков |
| ---------------------------------------------------------------------------------- | --------------------- |
| Италия                                                                             | 31                    |
| Испания и Франция                                                                  | 5                     |
| Германия                                                                           | 3                     |
| Австрия, Великобритания, Польша, США                                               | 2                     |
| Бельгия, Бразилия, Венгрия, Ирландия, Канада, Нидерланды, Португалия, Чехословакия | 1                     |

Следующие кардиналы-выборщики участвовали в Папском Конклаве 1922. Приводятся по географическим регионам (не языковыми группами, обычно используемыми во Вселенской Церкви), и в алфавитном порядке (неофициальный порядок предшествования, который не уместен на процедуре Конклава). Семеро из этих шестьдесяти выборщиков не участвовали в Конклаве: Уильям Генри О’Коннелл, Деннис Джозеф Доэрти, Луи-Назер Бежен, Хосе Мария Мартин де Эррера-и-де-ла-Иглесия, Лев Скрбенский из Гржиште, Джузеппе Антонио Эрменеджильдо Приско и Жоаким Арковерде де Албукерке Кавалканти.
В Священной Коллегии кардиналов присутствовали следующие кардиналы-выборщики, назначенные:
- 8 — папой Львом XIII;
- 24 — папой Пием X;
- 28 — папой Бенедиктом XV.

## Римская курия
1. Гаэтано Бислети, префект Священной Конгрегации Семинарий и Университетов;
2. Теодоро Вальфре ди Бонцо, префект Священной Конгрегации по делам монашествующих;
3. Винченцо Ваннутелли, декан Коллегии кардиналов;
4. Антонио Вико, префект Священной Конгрегации Обрядов;
5. Фрэнсис Гаскей, OSB, Библиотекарь и Архивариус Святой Римской Церкви;
6. Пьетро Гаспарри, камерленго;
7. Дженнаро Гранито Пиньятелли ди Бельмонте, кардинал-епископ Альбано;
8. Гаэтано Де Лай, секретарь Священной Консисторской Конгрегации;
9. Оресте Джорджи, великий пенитенциарий;
10. Донато Сбарретти Тацца, префект Священной Конгрегации Собора;
11. Оттавио Каджано де Ацеведо, Канцлер Святой Римской Церкви;
12. Джованни Кальеро, SDB, кардинал-епископ Фраскати;
13. Камилло Лауренти, советник Священной конгрегации восточных церквей;
14. Микеле Лега, префект Священной Конгрегации Дисциплины Таинств;
15. Никколо Марини, секретарь Священной конгрегации восточных церквей;
16. Рафаэль Мерри дель Валь-и-Сулуэта, секретарь Верховной Священной Конгрегации Священной Канцелярии;
17. Витторио Амедео Рануцци де Бьянки, Папский мажордом;
18. Виллем ван Россум, CSSR, префект Священной Конгрегации Пропаганды Веры;
19. Раффаэле Скапинелли ди Легуиньо, бывший префект Священной Конгрегации по делам монашествующих;
20. Аугусто Силий, префект Верховного Трибунала Апостольской Сигнатуры;
21. Джованни Таччи Порчелли, бывший префект Папского Дома.

## Европа

### Италия
1. Алессио Аскалези, CPPS, архиепископ Беневенто;
2. Бартоломео Бачильери, епископ Вероны;
3. Томмазо Боджани, OP, бывший архиепископ Генуи;
4. Пьетро Ла Фонтэн, патриарх Венеции;
5. Алессандро Луальди, архиепископ Палермо;
6. Пьетро Маффи, архиепископ Пизы;
7. Альфонсо Мистранджело, SchP, архиепископ Флоренции;
8. Базилио Помпили, генеральный викарий Рима;
9. Джузеппе Антонио Эрменеджильдо Приско, архиепископ Неаполя (не участвовал в Конклаве);
10. Франческо Рагонези, бывший апостольский нунций в Испании;
11. Акилле Ратти, архиепископ Милана (был избран папой римским и выбрал имя Пий XI);
12. Агостино Рикельми, архиепископ Турина;
13. Джузеппе Франчика-Нава ди Бонтифе, архиепископ Катании.

### Франция
1. Полен-Пьер Андриё, архиепископ Бордо;
2. Луи Бийо, SJ;
3. Луи-Эрне Дюбуа, архиепископ Парижа;
4. Луи Люсон, архиепископ Реймса;
5. Луи-Жозеф Морен, архиепископ Лиона.

### Испания
1. Хуан Батиста Бенльок-и-Виво, архиепископ Бургоса;
2. Франсиско де Асис Видаль-и-Барракер, архиепископ Таррагоны;
3. Хосе Мария Мартин де Эррера-и-де-ла-Иглесия, архиепископ Сантьяго-де-Компостелы (не участвовал в Конклаве);
4. Хуан Сольдевилья-и-Ромеро, архиепископ Сарагосы.

### Германия
1. Адольф Бертрам, архиепископ Бреслау;
2. Михаэль фон Фаульхабер, архиепископ Мюнхена и Фрайзинга;
3. Карл Йозеф Шульте, архиепископ Кёльна.

### Австрия
1. Фридрих Густав Пиффль, CCRSA, архиепископ Вены;
2. Андреас Фрювирт, OP, бывший апостольский нунций в Баварии.

### Польша
1. Эдмунд Дальбор, архиепископ Гнезно и Познани;
2. Александр Каковский, архиепископ Варшавы.

### Бельгия
1. Дезире-Жозеф Мерсье, архиепископ Мехелена.

### Великобритания
1. Фрэнсис Борн, архиепископ Вестминстера.

### Венгрия
1. Янош Чернох, архиепископ Эстергома.

### Ирландия
1. Майкл Лог, архиепископ Армы.

### Португалия
1. Антониу Мендеш Беллу, патриарх Лиссабона.

### Чехословакия
1. Лев Скрбенский из Гржиште, бывший архиепископ Оломоуца (не участвовал в Конклаве).

## Северная Америка

### Канада
1. Луи-Назер Бежен, архиепископ Квебека (не участвовал в Конклаве).

### США
1. Уильям Генри О’Коннелл, архиепископ Бостона (не участвовал в Конклаве);
2. Деннис Джозеф Доэрти, архиепископ Филадельфии (не участвовал в Конклаве).

## Южная Америка

### Бразилия
1. Жоакин Арковерди де Албукерки Кавалканти, архиепископ Сан-Себастьян-до-Рио-де-Жанейро (не участвовал в Конклаве).